# 十河存保
十河 存保（そごう まさやす）は、戦国時代から安土桃山時代にかけての武将、大名。

## 生涯

### 十河氏の家督継承
天文23年（1554年）、三好長慶の弟・三好実休の次男として生まれる。
永禄4年（1561年）に叔父で讃岐国十河城主の十河一存の急死や、永禄6年（1563年）の長慶の嫡子で三好家当主の三好義興の早世にともない、一存の嫡子・重存（のちの三好義継）が三好家を継ぐこととなったため、代わって存保が一存の養子という形で十河家を継いだ（義継の実弟・十河存之は庶子であったため家督を継げず、存保の家老となった）。ただし、阿波三好家を継いだ実兄の三好長治と存保は幼かったため、実休の旧臣・篠原長房が篠原自遁、赤沢宗伝らと共に三好家、十河家を補佐した。
ただし、十河家当主としての初出は永禄11年（1568年）のことであり（『己行記』）であり、古文書に登場する名乗りは元亀2年（1571年）初出の「（孫六郎）存康」である。

### 織田信長との戦いと讃岐衆の離反
これ以降は長房による出兵にたびたび帯同した。永禄9年（1566年）6月、篠原長房が阿波公方・足利義栄を奉じて四国勢を率い大和国の松永久秀・三好義継を攻めると、兄・長治と共にこれに呼応したが（東大寺大仏殿の戦い）、織田信長が足利義昭を奉じ上洛すると、阿波・讃岐へ撤退した。元亀元年（1570年）7月、三好三人衆・三好康長らが野田・福島に兵を挙げると（野田・福島の戦い）、存保は長房に呼応し再び畿内に上陸するが、正親町天皇の勅命により信長と和睦し、阿波・讃岐に引いている。
元亀4年（1573年）3月、三好長治と険悪な仲となった篠原長房が上桜城に篭ると、同年5月、長治の命で十河存保は、阿波国の森飛騨守、井沢右近大輔、東讃の香西氏、西讃の香川氏、淡路国の兵の総勢7千人、紀伊国の増援3千人（鉄砲千丁）を率いて赤沢宗伝がいる板西城を攻め、ついで上桜城を攻め、同年7月15日に篠原長房、篠原長重を討ち取った（上桜城の戦い）。
この頃、存保は和泉国の松浦信輝を介し織田氏に通じたという説もある。「（織田）信長、柴田修理亮（勝家）へ十河（某）より松肥（松浦肥前守）を介して河内国若江城攻撃の後援要請を受けたことを通知、河内国若江城を即時攻略すれば十河に（三好）義継知行分の河内半国と摂津国欠郡を契約し、もし一度の攻撃で陥落しなくても付城を構築するなどして攻略に成功すれば河内半国を与えることを約束」（4月19日｢山崎文書」）。ただし、仲介した松浦氏には十河一存の実子で岸和田城主・松浦孫八郎がおり、書状の十河某は存保とは別系統の十河氏か、十河一行などの別人の可能性がある。しかし三好長治、十河存保兄弟は、その後も織田家と敵対している。
その後、讃岐国人らが反三好の行動を見せ始め、天正2年（1574年）に十河存保は香川之景（ただし、香川氏については三好氏・十河氏により永禄7年頃より天正5年まで讃岐を追われて備中にて毛利氏の庇護を受けて反三好氏活動を続けていたとする説もある。香西佳清から連名で阿波三好家からの離反を警告される。理由は、以前に篠原長房が東讃の有力国人であった寒川氏から大内郡を割譲したことと、三好長治の強権政治だったという。これに対し長治は讃岐に兵を出したが、大西氏、長尾氏ら他の讃岐国人までもが香西氏らに同調した上に、土佐国の長宗我部元親が阿波南部の海部城を攻撃したため、長治は阿波に撤退した。
一方の畿内では、天正3年（1575年）4月、河内国高屋城と摂津国新堀城が落城、三好康長が信長に降伏した。この時、新堀城に立て籠もっていた十河一行と香西長信が戦死している（高屋城の戦い）。これにより三好氏と十河氏は畿内の拠点を全て失った。さらに、降伏した三好康長は信長のために阿波・讃岐国人衆の調略まで開始している。
この頃には三好氏は、讃岐国人に対する支配力を完全に喪失しており、同3年、離反した香川之景は香西佳清と謀り、三好家家臣で那珂郡の奈良氏領の代官をつとめていた金倉顕忠を攻め滅ぼした。翌天正4年（1576年）には香川氏と香西氏は揃って織田信長に使者を派遣し、織田氏に従属している。

### 長宗我部元親との戦い
天正5年（1577年）3月、阿波国で実兄の三好長治が、長宗我部元親の後援を受けた異父兄の細川真之に敗れ自害する。また同年7月、讃岐に中国地方の小早川氏が上陸、西床城主の香川民部少輔を助け、長尾氏と羽床氏を攻めている（元吉合戦）。これに対し存保は、三好家中から擁立され、天正6年（1578年）に阿波勝瑞城に入り、阿波における三好家の勢力挽回に務めた。以後、三好家の実質的な当主として活動したためか、署名などでは十河姓よりも三好姓を名乗ることが多くなる（ただし、天野忠幸の研究によれば、「三好」姓を用いた文書の最古は天正2年（1574年）のもので、兄の存命中に既に三好を名乗っていたことになる）。
その後、長宗我部氏への抗戦を呼びかけ、讃岐・阿波の国人の大半を糾合することに成功するが、香川之景はこれに応じず、長宗我部元親の子・親和を養子として受け入れ、長宗我部家の軍門に下る。
その間、天正8年（1580年）に長宗我部氏の四国征服をよしとしない織田信長は臣従するよう迫るが、元親はこの要求を拒絶する。このため信長と元親は敵対関係になる。天正9年（1581年）3月、信長の助力を得た三好康長・十河存保は、長宗我部元親への反攻を開始する。康長は息子の康俊を寝返らせ、十河存保は中国で毛利氏と交戦している織田家臣の羽柴秀吉（後の豊臣秀吉）と通じて元親に圧迫を加えた。
これに対して、天正8年（1580年）4月頃に重臣の篠原右京進が一宮成相と結んで反乱を計画し、それを知った十河存保は讃岐を脱出を図っている。中平景介は存保が織田方に通じたのはこの時期のことであるとし、併せてその後同年11月に石山本願寺を追われた大坂牢人衆が雑賀衆や淡路衆と結んで勝瑞城を占拠し、それを見た存保は再び織田方から離反して勝瑞城を返還して貰ったことを指摘している。この説によれば、その後織田氏と長宗我部氏の関係が悪化したことで、存保は信長に従ったことになる。
ところが、天正10年（1582年）6月2日、本能寺の変で信長が死去すると存保は後ろ盾を失う。これにより同年8月、香川親和が香西佳清が立て篭もる藤尾城に攻め入り、佳清が長宗我部氏に降伏すると、同月、香川氏と香西氏は、城代・十河存之が籠城する十河城を攻めるが、落城させることはできなかった。
一方、阿波の存保は、中富川の戦いにて激戦を繰り広げるも長宗我部元親に敗北、存保は阿波と勝瑞城を放棄し、同年9月、讃岐の虎丸城に撤退した。長宗我部軍は香川軍と合流し、総勢3万6千の兵をもって十河城を攻めたが落城させることは出来ず、冬には土佐に帰国した（第一次十河城の戦い）。同年10月、存保は阿波に再侵攻し茅ヶ岡城を攻め、細川真之を自害に追い込んでいる（ただし、長宗我部軍の讃岐・阿波侵攻と時期が被るため、真之を討ったのは元親であるとする説もある）。
その後、天正11年（1583年）2月より、「存保」の名乗りを用い始めるが、8月になると「三好義堅」という名乗りを用いている。天野忠幸の研究によれば、存保の名乗りは十河一存の後継者として讃岐支配の立て直しを意図したものであったが、羽柴秀吉が自らの甥（後の豊臣秀次）を三好康長の養嗣子にして「三好信吉」と名乗らせたことに警戒感を強め、三好本宗家ゆかり（義興・義継）の「義」の字を加えて、阿波三好家や十河家ではなく三好本宗家継承の意思を表明したものとしているただし、中平景介はこれに対して、それ以前の文書にも「義堅」の署名があるものが存在するとして、足利義昭及び毛利氏が三好氏と和睦して存保の三好氏継承を承認した際に、義昭から偏諱を得て「義堅」と改名したとする見解を採っている。
しかし、天正12年（1584年）6月、十河城と虎丸城は長宗我部元親により落城、存保は大坂の羽柴秀吉（豊臣秀吉）を頼って落ち延びた（第二次十河城の戦い）。

### 四国征伐と九州征伐
天正13年（1585年）6月、豊臣秀吉の四国攻めに協力し、旧領である讃岐十河3万石を秀吉より与えられて大名として復帰した（四国国分）。しかし、それは仙石氏の与力大名「十河孫六郎」としてであり、三好本宗家の継承権も阿波の領有権も否認された。
天正14年（1586年）、秀吉の九州征伐に従った際、軍監・仙石秀久の無謀な作戦に巻き込まれてしまい、島津家久との戸次川の戦いにおいて存之共々戦死した。享年33。
戸次川の戦いにおいて「まだ（嫡男の）千松丸は豊臣秀吉に謁見していない。自分が亡くなったら必ず秀吉に謁見させ、十河家を存続させるように」と家臣に伝え戦死した。しかし、存保の死により領地は没収された。
子として、嫡子の千松丸、存英がいる。このほかに坂東保長、豊前守長康、雅楽頭存純、村田九兵衛存継の名も伝えられるが、諸説あり定かではない。

## 関連作品

### 小説
- 今村翔吾『三好の舳』（『戦国武将伝 西日本編』収録、PHP研究所、2023年）